# لوطس (جنس)
اللُّوطُس أو اللُّوتُس أو رِجل العصفور أو أصابع العروس أو قرن الغزال[بحاجة لمصدر] أو الخضيراء[بحاجة لمصدر] أو القطب[بحاجة لمصدر] أو الجبلية[بحاجة لمصدر] (باللاتينية: Lotus) هو جنس نباتي ضمن الفصيلة البقولية من طائفة ثنائيات الفلقة.
يعد هذا الجنس من النباتات يتغذى عليها النحل لإنتاج عسل ذي نوعية جيدة.

## منأنواعهالواطنةفيالوطن العربي
- لوطس أرفع (باللاتينية: Lotus angustissimus)
- لوطس أقدام الطيور (باللاتينية: Lotus ornithopodioides)
- لوطس حلو (باللاتينية: Lotus edulis)
- لوطس رقيق (باللاتينية: Lotus tenuis)
- لوطس رملي (باللاتينية: Lotus arenarius) في مصر والمغرب العربي وإسبانيا والبرتغال
- لوطس زغبي (باللاتينية: Lotus lanuginosus)
- لوطس سبخي (باللاتينية: Lotus pedunculatus)
- لوطس شاذلي (باللاتينية: Lotus chazaliei) في المغرب العربي
- لوطس ثنائي الأزهار (باللاتينية: Lotus biflorus) في المغرب العربي وإيطاليا
- لوطس طويل العلبة (باللاتينية: Lotus longesiliquosus)
- لوطس عربي (باللاتينية: Lotus arabicus) في مصر والمغرب العربي
- لوطس فلسطيني (باللاتينية: Lotus palaestinus)
- لوطس قرني (باللاتينية: Lotus corniculatus)
- لوطس قليل الأزهار (باللاتينية: Lotus parviflorus)
- لوطس كريتي (باللاتينية: Lotus creticus)
- لوطس كونيمبريغي (نسبة إلى مدينة كونيمبريغا (بالبرتغالية: Conímbriga‏) في البرتغال) (باللاتينية: Lotus conimbricensis) في المغرب العربي وجنوب غرب أوروبا
- لوطس مربع الفصوص (باللاتينية: Lotus tetragonolobus)
- لوطس مزدوج (باللاتينية: Lotus conjugatus) في بلاد الشام والمغرب العربي وتركيا واليونان وإسبانيا

## من أنواعه الأخرى
- لوطس ياباني (باللاتينية: Lotus japonicus)